# Jorge Zarif
Jorge João Zarif (São Paulo, 30 de Setembro de 1992) é um velejador brasileiro.

## Carreira
Filho do velejador Jorge Zarif Neto, Jorge foi um dos representantes brasileiros nos Jogos Olímpicos de Londres-2012, Rio-2016 e Tóquio-2020.
Em 2013, um mês após tornar-se campeão mundial júnior, conquistou o título do Campeonato Mundial de Tallin, na Estônia, (título que o Brasil não conquistava há 41 anos na categoria). Com este feito, ele é o mais jovem atleta a levar as duas competições.
Zarif já conquistou duas vezes o campeonato mundial júnior da classe Finn (2009 e 2013), título que unificou ao vencer o campeonato mundial principal da modalidade em agosto de 2013. Pouco depois, em dezembro, foi eleito o melhor atleta de 2013 no Prêmio Brasil Olímpico, uma das maiores coroações do COB (Comitê Olímpico Brasileiro). 
Atendendo ao seu biotipo migrou para a Classe Finn, e iniciou os treinos com seu pai. Em 2008 esteve perto da vaga para Pequim-08, mas com o segundo lugar no pré-olímpico, não foi convocado. Em Londres-12, Jorginho participou de sua primeira Olimpíada. 
No ano de 2013, foi o primeiro velejador a vencer o Mundial de Finn Júnior e Adulto, no mesmo ano, após mais de 40 anos da última conquista brasileira na classe, sendo eleito o melhor atleta do ano no Prêmio Brasil Olímpico do COB, contando com a ajuda dos colegas na Fundação Armando Alvares Penteado, onde estuda administração.
Nos Jogos Olímpicos Rio-2016, obteve uma quarta posição geral, apenas 12 pontos atrás da medalha de bronze.
Em 2018  venceu a Copa do Mundo de Vela na classe Finn em Hyeres velejando na classe Star ganhando o titulo mundial em Oxford velejando com Guilherme de Almeida, e logo após conquistou o almejado premio da Star Sailors League velejando com Pedro Trouche em sua proa.

## Desempenho em Jogos Olímpicos
| Edição       | Evento | Regata | Regata | Regata | Regata | Regata | Regata | Regata | Regata | Regata | Regata | Regata | Pontos | Posição |
| Edição       | Evento | 1      | 2      | 3      | 4      | 5      | 6      | 7      | 8      | 9      | 10     | M      | Pontos | Posição |
| ------------ | ------ | ------ | ------ | ------ | ------ | ------ | ------ | ------ | ------ | ------ | ------ | ------ | ------ | ------- |
| Londres 2012 | Finn   | 15     | 20     | 15     | 20     | 16     | 24     | 14     | 21     | 19     | 21     | X      | 161    | 20º     |
| Rio 2016     | Finn   | 4      | 6      | 11     | 22     | 2      | 19     | 2      | 13     | 15     | 9      | 6      | 87     | 4º      |
| Tóquio 2020  | Finn   | 7      | 15     | 15     | 9      | 5      | 11     | 14     | 13     | 6      |        | 95     | 14º    |         |